# 1er août en sport
1er juillet 1er septembre
Chronologies thématiques
- Croisades
- Ferroviaires
- Disney

Le 1er août (213e jour de l'année ou 214e en cas d'année bissextile) en sport.

## Événements

### XIXesiècle
- 1896 :
  - (Football) : fondation du club suisse du FC Zurich.

### XXesièclede1901à1950
- 1909 :
  - (Cyclisme) : le Luxembourgeois François Faber s’impose dans le Tour de France 1909 devant les Français Gustave Garrigou et Jean Alavoine.
- 1926 :
  - (Marche) : le Suisse Jean Lindner remporte la 1re édition de Strasbourg-Paris en parcourant les 504 km en 78 h 47 à la moyenne de 6,397 km/h.
- 1930 :
  - (Football) : à Rio de Janeiro, l'équipe du Brésil s'impose 3-2 sur l'équipe de France. Ce match est considéré comme officiel par la fédération brésilienne mais pas par la Fédération française… Il aurait dû être le 100e match des Bleus.
- 1932 :
  - (Athlétisme) : l'Américain Eddie Tolan bat le record du monde du 100 mètres (10 s 38). Cette marque tiendra près de seize ans.
- 1936 :
  - (Jeux olympiques) : ouverture des Jeux olympiques à Berlin.
- 1937 :
  - (Athlétisme) : la Polonaise Stanislawa Walasiewicz bat son propre record du monde du 100 mètres féminin datant de 1924 (10 s 6). Cette marque tiendra près de onze ans.

### XXesièclede1951à2000
- 1954 :
  - (Cyclisme) : le Français Louison Bobet s’impose dans le Tour de France devant les Suisses Ferdi Kübler et Fritz Schaer.
  - (Formule 1) : Grand Prix automobile d'Allemagne.
- 1965 :
  - (Formule 1) : Grand Prix automobile d'Allemagne.
- 1971 :
  - (Formule 1) : Grand Prix automobile d'Allemagne.
- 1976 :
  - (Formule 1) : Grand Prix automobile d'Allemagne.
  - (Jeux olympiques) : clôture des Jeux olympiques de Montréal.
- 1980 :
  - (Athlétisme) : Gerd Wessig porte le record du monde du saut en hauteur à 2,36 mètres.
- 1996 :
  - (Athlétisme) : l'Américain Michael Johnson devient champion olympique du 200 mètres en battant en 19 s 32 le record du monde de la distance, lors de la finale des Jeux d'Atlanta.
- 1999 :
  - (Formule 1) : Grand Prix automobile d'Allemagne.

### XXIesiècle
- 2002 :
  - (Natation) : Yohan Bernard bat le record de France du 200 m brasse, en 2 min 11 s 77, à Berlin.
- 2005 :
  - (Football) : Fondation du club danois, le FC Helsingør
- 2008 :
  - (Football) : à la suite d'un problème cardiaque découvert lors d'un visite médicale au Paris Saint-Germain, Lilian Thuram prend sa retraite. Avec 142 sélections, il est alors le joueur le plus capé de l'histoire de l'équipe de France.
- 2010 :
  - (Formule 1) : Grand Prix de Hongrie.
- 2012 :
  - (JO) : 8e jour de compétition aux Jeux olympiques de Londres.
- 2015 :
  - (Football /Trophée des champions) : le PSG commence sa saison en remportant le Trophée des champions face à Lyon (2-0).
  - (Natation /Championnats du monde) : dans l'épreuve de nage en eau libre, sur 25 km, victoire de l'Italien Simone Ruffini chez les hommes, et de la Brésilienne Ana Marcela Cunha chez les femmes. Dans le combiné libre de natation synchronisée, victoire des Russes Vlada Chirigeva, Mijaela Kalancha, Svetlana Kolesnichenko, Liliya Nizamova, Alexandra Patskevich, Ielena Prokofieva, Alla Shishkina, Maria Shurochkina, Anzhelika Timanina et Gelena Topilina. Puis au plongeon à 3 m chez les femmes, victoire de la Chinoise Shi Tingmao.
- 2021 :
  - (Compétition automobile /Formule 1) : Grand Prix automobile de Hongrie disputé sur le Hungaroring, onzième manche du championnat du monde de Formule 1, victoire du Français Esteban Ocon. Il s'impose devant le Britannique Lewis Hamilton. L'Allemand Sebastian Vettel est déclassé[1], ainsi c'est l'Espagnol Carlos Sainz Jr. qui complète le podium.
  - (Football) :
    - (Gold Cup) : finale de la 16e édition de la Gold Cup, les États-Unis battent le Mexique 1-0.
    - (Trophée des champions) : 45e édition du Trophée des champions au stade Bloomfield de Tel Aviv, en Israël, victoire du LOSC 1-0 face au PSG.

  - (JO /JO de Tokyo ) : 12e journée des JO, en athlétisme, sur le triple-saut féminin, la Vénézuélienne Yulimar Rojas pulvérise de 17 cm le précédent record du monde datant du 10 août 1995[2].
- 2023 :
  - (Escalade /Mondiaux) : début de la 18e édition des Championnats du monde d'escalade à Berne (Suisse) qui se déroule jusqu'au 12 août 2023. Les épreuves de vitesse et de combiné servent de première épreuve de qualification pour les JO 2024.
- 2024 :
  - (Jeux olympiques d'été /JO de Paris) : 8e jour de compétitions des Jeux olympiques.

## Naissances

### XIXesiècle
- 1875 :
  - Herman Georges Berger, épéiste français. Champion olympique par équipes aux Jeux de Londres 1908. († 13 janvier 1924).
- 1888 :
  - Charles Winslow, joueur de tennis sud-africain. Champion olympique du simple et du double en extérieur aux Jeux de Stockholm 1912 puis médaillé de bronze du simple aux Jeux d'Anvers 1920. († 15 septembre 1963).
- 1894 :
  - Ottavio Bottecchia, cycliste sur route italien. Vainqueur des Tours de France 1924 et 1925. († 15 juin 1927).

### XXesièclede1901à1950
- 1901 :
  - Pancho Villa, boxeur philippin. Champion du monde poids mouches de boxe du 18 juin 1923 au 14 juillet 1925. († 14 juillet 1925).
- 1920 :
  - Sammy Lee, plongeur américain. Champion olympique du 10m et médaillé de bronze du 3m aux Jeux de Londres 1948 et champion olympique du 10m aux Jeux Helsinki 1952. († 2 décembre 2016).
- 1921 :
  - Jack Kramer, joueur de tennis américain. Vainqueur des tournois de l'US Open 1946 et 1947, du Wimbledon 1947 ainsi que des 1946 et 1947. († 12 septembre 2009).
- 1923 :
  - Jean Prat, joueur puis entraîneur de rugby à XV français. Vainqueur du Tournoi des Cinq Nations 1954. (51 sélections en équipe de France). Sélectionneur de l'équipe de France de 1963 à 1967 et vainqueur du Tournoi des Cinq Nations 1967. († 25 février 2005).
- 1924 :
  - Frank Worrell, joueur de cricket barbadien puis jamaïcain. (51 sélections en test cricket). († 13 mars 1967).
- 1942 :
  - Kent Andersson, pilote de moto suédois. Champion du Monde de moto en 125 cm3 1973 et 1974. († 30 août 2006).
- 1943 :
  - Gérard Gropaiz, nageur français. Champion d'Europe de natation du relais 4 × 100 m et médaillé d'argent du relais 4 × 200 m 1962. († 6 octobre 2012).

### XXesièclede1951à2000
- 1951 :
  - Pete Mackanin joueur de baseball américain.
- 1954 :
  - Trevor Berbick, boxeur jamaïcain puis canadien. Champion du monde poids lourds de boxe du 22 mars 1986 au 22 novembre 1986. († 28 octobre 2006).
- 1958 :
  - Kiki Vandeweghe basketteur américain.
- 1960 :
  - Robby Langers, footballeur luxembourgeois. (73 sélections en équipe nationale).
- 1961 :
  - Allen Berg pilote de courses automobile canadien.
  - Danny Blind footballeur puis entraîneur néerlandais. Vainqueur de la Coupe d'Europe des vainqueurs de coupe 1987, de la Coupe UEFA 1992 et de la Ligue des Champions 1995. (42 sélections en équipe nationale). Sélectionneur de l'équipe des Pays-Bas de 2015 à 2017.
  - Peter Evans, nageur australien. Champion olympique du 4 × 100 m nage libre et médaillé de bronze du 100 m brasse aux Jeux de Moscou 1980 puis médaillé de bronze du 100 m brasse et du relais 4 × 100 m quatre nages aux Jeux de Los Angeles 1984.
- 1963 :
  - Wendell Young, hockeyeur puis entraîneur et dirigeant sportif canadien.
- 1964 :
  - Jean-François Tordo, joueur de rugby à XV puis entraîneur français. Vainqueur du tournoi des cinq nations 1992. (18 sélections en équipe de France).
- 1965 :
  - Luca Banchi, entraîneur de basket-ball italien. Sélectionneur de l'équipe de Lettonie depuis 2021.
- 1966 :
  - Derrick Lewis basketteur américain puis français.
- 1968 :
  - Stacey Augmon basketteur américain. Médaillé de bronze aux Jeux de Séoul 1988. (6 sélections en équipe nationale).
  - Jill Trenary patineuse artistique de libre dames américaine. Championne du monde de patinage artistique 1990.
- 1970 :
  - David James footballeur anglais. (53 sélections en équipe nationale).
- 1972 :
  - Christer Basma footballeur norvégien. (40 sélections en équipe nationale).
  - Todd Bouman joueur de foot U.S. américain.
- 1974 :
  - Leonardo Jardim footballeur puis entraîneur portugais.
  - Beckie Scott, skieuse de fond canadienne. Championne olympique du 10 km poursuite aux Jeux de Salt Lake City 2002 puis médaillée d'argent du sprint par équipes aux Jeux de Turin 2006.
- 1976 :
  - Hasan Şaş, footballeur turc. Vainqueur de la Coupe de l'UEFA 2000. (40 sélections en équipe nationale).
- 1977 :
  - Marc Denis, hockeyeur sur glace canadien. Champion du monde de hockey sur glace 2004.
- 1978 :
  - Björn Ferry, biathlète suédois. Champion olympique de la poursuite 12,5 km aux Jeux de Vancouver 2010. Champion du monde du relais mixte 2007.
- 1980 :
  - Sylvain Armand, footballeur français.
  - Takashi Kogure pilote de courses automobile japonais.
  - Pénélope Leprevost, cavalière de saut d'obstacles française. Championne olympique du saut d'obstacles par équipes aux Jeux de Rio 2016. Médaillée d'argent du saut d'obstacles par équipes aux Mondiaux d'équitation 2010 et 2014. Médaillée d'argent du saut d'obstacles par équipes aux CE d'équitation 2011.
  - Alessandro Mancini, footballeur brésilien. Vainqueur de la Copa América 2004. (9 sélections en équipe nationale).
- 1981 :
  - Hans Lindberg, handballeur danois. Champion d'Europe de handball 2008 et 2012. Vainqueur de la Ligue des champions 2013. (238 sélections en équipe nationale).
- 1982 :
  - Jean-Charles Mattei, patineur de vitesse français.
- 1983 :
  - Aurélie Bonnan, basketteuse française. Médaillée de bronze à l'Euro de basket-ball féminin 2011. (24 sélections en équipe de France).
  - Joan Barreda Bort, pilote de rallye-raid et de motocross espagnol.
- 1984 :
  - Francesco Gavazzi, cycliste sur route italien.
  - Vincent Hermance, cycliste de VTT français. Champion du monde de trial par équipes 2005, en individuel 2007, par équipes 2011, en individuel 2013, en individuel et par équipes 2015 puis par équipes 2016 et 2017. Champion d'Europe de trial individuel 2004, 2005 et 2007.
  - Brandon Kintzler, joueur de baseball américain.
  - Daniele Molmenti, kayakiste italien. Champion olympique du slalom monoplace aux Jeux de Londres 2012. Champion du monde de kayak en slalom monoplace 2010 et du slalom par équipes 2013. Champion d'Europe de kayak en slalom monoplace 2009.
  - Bastian Schweinsteiger, footballeur allemand. Champion du monde de football 2014. Vainqueur de la Ligue des champions 2013. (121 sélections en équipe nationale).
  - Anna Sedoïkina, handballeuse russe. Championne olympique aux Jeux de Rio 2016 et médaillée d'argent aux Jeux de Tokyo 2020. Championne du monde féminin de handball 2009. Victorieuse de la Coupe de l'EHF 2017. (176 sélections en équipe nationale).
- 1985 :
  - Adam Jones joueur de baseball américain.
  - Tendai Mtawarira, joueur de rugby à XV zimbabwéen. (117 sélections avec l'Équipe d'Afrique du Sud).
- 1986 :
  - Chad Langlais, hockeyeur sur glace américain.
  - Elena Vesnina, joueuse de tennis russe. Championne olympique du double aux Jeux de Rio 2016 et médaillée d'argent du double mixte aux Jeux de Tokyo 2020. Victorieuse des Fed Cup 2007 et 2008.
- 1987 :
  - Jakov Fak, biathlète slovène. Médaillé de bronze du sprint aux Jeux de Vancouver 2010 puis d'argent du 20 km individuel aux Jeux de PyeongChang 2018. Champion du monde de biathlon du 20 km 2012 puis champion du monde de biathlon du Mass Start 2015.
- 1988 :
  - Fayçal Fajr, footballeur franco-marocain. (52 sélections avec l'équipe du Maroc).
  - Bruno Coelho, futsalleur portugais. Champion d'Europe de futsal 2018. (112 sélections en équipe nationale).
  - Nemanja Matić, footballeur slovaquo-serbe. (48 sélections avec l'équipe de Serbie).
- 1989 :
  - Salman Al-Faraj, footballeur saoudien. (71 sélections en équipe nationale).
  - Aron Domżała, pilote automobile et de rallye-raid polonais.
  - Madison Bumgarner joueur de baseball américain.
- 1990 :
  - Elton Jantjies, joueur de rugby à XV sud-africain. Champion du monde de rugby à XV 2019. Vainqueur de The Rugby Championship 2019. (46 sélections en équipe nationale).
  - Alexander Lévy, golfeur français.
- 1992 :
  - Austin Rivers, basketteur américain.
  - Cyrille Eliezer-Vanerot, basketteur français.
- 1993 :
  - Álex Abrines, basketteur espagnol. Médaillé de bronze aux Jeux de Rio 2016. (49 sélections en équipe nationale).
  - Eliza Buceschi, handballeuse roumaine. (26 sélections en équipe nationale).
  - Demi Schuurs, joueuse de tennis néerlandaise.
- 1994 :
  - Domenico Berardi, footballeur italien. Champion d'Europe de football 2020. (25 sélections en équipe nationale).
  - Antonia Delaere, basketteuse belge.
  - Stephen Parez, joueur de rugby à XV et à sept français. Champion olympique aux Jeux de Paris 2024. (373 sélections avec l'équipe de France masculine de rugby à sept).
- 1995 :
  - Tiago Esgaio, footballeur portugais.
  - Funa Tonaki, judokate japonaise. Médaillée d'argent des -de 48kg aux jeux de Tokyo 2020. Championne du monde de judo des -48 kg 2017.
- 1997 :
  - Kevin Aymoz, patineur artistique individuel français.
  - Marie Schölzel, volleyeuse allemande. (41 sélections en équipe nationale).
- 1998 :
  - Tomás Contte, cycliste sur piste et sur route argentin.
- 1999 :
  - Christoph Baumgartner, footballeur autrichien. (42 sélections en équipe nationale).

### XXIesiècle
- 2001 :
  - Scottie Barnes, basketteur américain.
- 2003 :
  - Bethina Petit-Frère, footballeuse haïtienne. (15 sélections en équipe nationale).
- 2006 :
  - Filip Živković, footballeur croate.
- 2008 :
  - Lucas Batbedat, footballeur français.

## Décès

### XXesièclede1901à1950
- 1905 :
  - Henrik Sjöberg, 30 ans, gymnaste et athlète de sprint de saut et de lancer suédois. (° 20 janvier 1875).
- 1910 :
  - Francis Birley, 60 ans, footballeur anglais. (2 sélections en équipe nationale). (° 14 mars 1850).

### XXesièclede1951à2000
- 1951 :
  - Karel Heijting, 66 ans, footballeur néerlandais. Médaillé de bronze aux Jeux de Londres 1908. (17 sélections en équipe nationale). (° 1er mai 1883).
- 1959 :
  - Jean Behra, 38 ans, pilote de moto puis de courses automobile français. (° 16 février 1921).
  - Ivor Bueb, 36 ans, pilote de courses automobile d'endurance britannique. Vainqueur des 24 Heures du Mans 1955 et 1957. (° 6 juin 1923).
- 1960 :
  - Horace Bailey, 79 ans, footballeur anglais. Champion olympique aux Jeux de Londres 1908 puis aux Jeux de Stockholm 1912. (8 sélections en équipe nationale). (° 3 juillet 1881).
- 1965 :
  - Haldor Halderson, 65 ans, hockeyeur sur glace canadien. Champion olympique aux Jeux d'Anvers 1920. (° 6 janvier 1900).
- 1966 :
  - Tommy Smith, 80 ans, hockeyeur sur glace canadien. (° 27 septembre 1885).
- 1969 :
  - Gerhard Mitter, 33 ans, pilote de course automobile allemand. (° 30 août 1935).
- 1980 :
  - Patrick Depailler, 35 ans, pilote de F1 français. (2 victoires en Grand Prix). (° 9 août 1944).
- 1988 :
  - Georges Wambst, 86 ans, cycliste sur route et sur piste français. Champion olympique de la course en ligne par équipes aux Jeux de Paris 1924. (° 21 juillet 1902).
- 1995 :
  - Julián Berrendero, 83 ans, cycliste sur route espagnol. Vainqueur des Tours d'Espagne 1941 et 1942 puis des Tours de Catalogne 1943 et 1946. (° 8 avril 1912).
- 1999 :
  - Jean-Claude Lefebvre, 62 ans, basketteur français. (57 sélections en équipe de France). (° 14 juin 1937).

### XXIesiècle
- 2001 :
  - Mario Perazzolo, 90 ans, footballeur puis entraîneur italien. Champion du monde de football 1938. (8 sélections en équipe nationale). (° 7 juin 1911).
- 2003 :
  - Guy Thys, 80 ans, footballeur puis entraîneur belge. (2 sélections en équipe nationale). Sélectionneur de l'Équipe de Belgique de 1976 à 1989 et de 1990 à 1991. (° 6 décembre 1922).
- 2007 :
  - Ryan Cox, 28 ans, cycliste sur route sud-africain. (° 9 avril 1979).
  - Veikko Karvonen, 81 ans, athlète de fond finlandais. Médaille de bronze aux Jeux de Melbourne 1956. Champion d'Europe d'athlétisme du marathon 1954. (° 5 janvier 1926).
- 2012 :
  - Aldo Maldera, 58 ans, footballeur italien. (10 sélections en équipe nationale). (° 14 octobre 1953).
- 2017 :
  - Jérôme Golmard, 43, ans, joueur de tennis français. (° 9 septembre 1973).